# یوهانس ویرولاینن
یوهانس ویرولاینن (انگلیسی: Johannes Virolainen؛ ۳۱ ژانویه ۱۹۱۴ – ۱۱ دسامبر ۲۰۰۰) یک سیاست‌مدار و دیپلمات اهل فنلاند بود.